# Congregazione dei confini

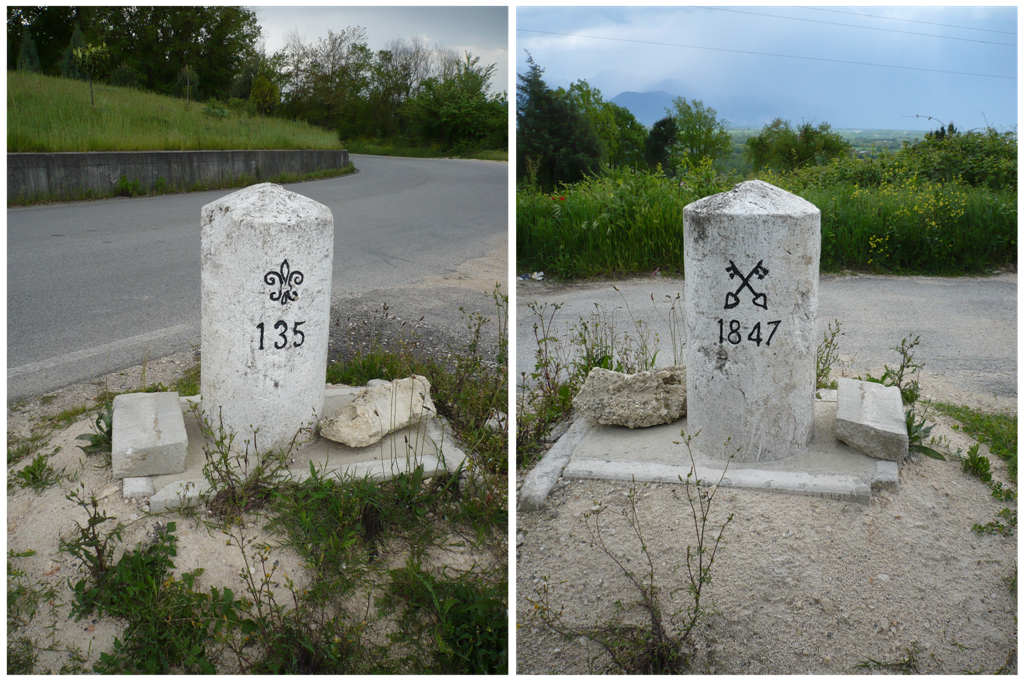
Confine San Giovanni Incarico-Falvaterra: cippo n. 135 della frontiera Stato Pontificio-Regno delle Due Sicilie posizionato nel 1847 in base al trattato firmato a Roma il 26 settembre 1840 (a sinistra il lato borbonico col giglio ed il numero d'ordine; a destra il lato pontificio con le chiavi decussate e l'anno di apposizione)

La  Congregazione dei confini (1627-1847), ufficialmente in latino  Congregatio de confinibus Status Ecclesiastici, era un organismo della Curia romana, oggi soppresso.

## Istituzione
Papa Urbano VIII (1623-1644) creò questo dicastero con la costituzione Debitum pastoralis officii il 1º ottobre 1627.

## Funzioni
Allo scopo di tutelare l'integrità dello Stato Ecclesiastico, tale istituto intendeva evitare cessioni illegali, sia risolvendo controversie interne e con gli Stati esteri limitrofi, sia cercando nel contempo di recuperare territori irregolarmente e precedentemente perduti.

## Storia
Costituita inizialmente da prelati e presieduta da un cardinale, il prefetto dei confini, nel tempo perse valore, si riunì sempre meno, salvo che nei momenti critici per gli equilibri delle potenze europee, e delegò i suoi compiti, in parte alla Sacra Consulta, in parte alla Congregazione del Buon Governo, lasciando comunque la figura del segretario dei confini.
Urbano VIII designò il cardinale Bernardino Spada prefetto dei confini e tra i prelati della congregazione, mons. Francesco Vitelli e Gaspare Mattei che in seguito divenne cardinale: il primo risultato concreto del lavoro di questo istituto fu l'annessione allo Stato Ecclesiastico nel 1631 del Ducato di Urbino, estintasi la discendenza diretta nella famiglia al governo, i Della Rovere.
L'ultimo rappresentante di questa congregazione fu mons. Pier Filippo Boatti, nominato da Gregorio XVI (1831-1846) dapprima segretario dei confini (1831), incarico che conservò per tutto il suo pontificato, successivamente nel 1838 suo plenipotenziario, insieme al cardinale Tommaso Bernetti: questi ultimi definirono, con la controparte napoletana rappresentata dal marchese Francesco Saverio del Carretto ed il conte Giuseppe Costantino Ludolf, la spinosa questione della frontiera tra Stato Pontificio e Regno delle Due Sicilie, siglando a Roma (26 settembre 1840) il Trattato di Confinazione tra i due Stati limitrofi.

## Dissoluzione
La Congregazione dei confini fu abolita nel 1847 con le prime riforme di papa Pio IX (1846-1878).

## Cronotassi dei prefetti
- Cardinale Marzio Ginetti (1º ottobre 1627 - 2 ottobre 1629 nominato Vicario generale di Sua Santità per la Diocesi di Roma)
- Cardinale Bernardino Spada (2 ottobre 1629 - 10 novembre 1661 deceduto)
- Cardinale Flavio Chigi (29 novembre 1661 - 13 settembre 1693 deceduto)
  - Vacante (1693-1701)
- Cardinale Fabrizio Spada (1º gennaio 1701 - 15 giugno 1717 deceduto)
  - Vacante (1717-1719)
- Cardinale Michelangelo Conti (1º gennaio 1719 - 8 maggio 1721 eletto papa con il nome di Innocenzo XIII)
- Cardinale Nicola Gaetano Spinola (8 maggio 1721 - 12 aprile 1735 deceduto)
- Cardinale Domenico Riviera (12 aprile 1735 - 2 novembre 1752 deceduto)